# Sara Weinlös
Sara Weinlös (ur. 6 lutego 1903 w Rohatynie, zm. 1941?) – polska matematyczka żydowskiego pochodzenia, przedstawicielka lwowskiej szkoły matematycznej, trzecia kobieta w Polsce, która przed II wojną światową obroniła doktorat z matematyki, i pierwsza, która tego dokonała na Uniwersytecie Lwowskim.

## Życiorys
Była córką Izraela, urzędnika w prywatnych przedsiębiorstwach, i Rebeki z Damów małżonków Weinlösów. W latach 1909–1913 uczyła się w szkole ludowej we Lwowie. W roku szkolnym 1913/1914 chodziła do prywatnego żeńskiego gimnazjum im. J. Słowackiego, gdzie skończyła I klasę, a potem do 1921 uczyła się w gimnazjum pani Kamerling, gdzie z oceną celującą zdała maturę.
W 1921 zaczęła studia na Wydziale Filozoficznym Uniwersytetu Jana Kazimierza we Lwowie. W 1924, po zmianach organizacyjnych na uczelni, studiowała na Wydziale Matematyczno-Przyrodnicznym UJK. Chodziła na zajęcia m.in. do Kazimierza Twardowskiego, Eustachego Żylińskiego, Stanisława Ruziewicza, Romana Negrusza, Stefana Banacha i Hugona Steinhausa. Z tym ostatnim współpracowała nad zagadnieniem geometrii trójwymiarowej i pod jego kierunkiem napisała pracę doktorską.
W 1927 obroniła doktorat z matematyki na podstawie pracy O niezależności I, II, IV grupy aksjomatów geometrii euklidesowej trójwymiarowej. Recenzentami byli E. Żyliński i H. Steinhaus. Wyniki badań opublikowała po francusku w artykule na łamach „Fundamenta Matematicae” w 1928. W 1929 do jej pracy, na łamach tego czasopisma, odnosił się niemiecki matematyk Arthur Rosenthal, a w 1930 Adolf Lindenbaum.
W latach 1926–1930, a następnie w latach 1934–1941 nauczała matematyki w prywatnych szkołach we Lwowie. W latach 1939–1940 na regionalnych kursach pedagogicznych dla nauczycielek i nauczycieli prowadziła zajęcia z matematyki.
W 1940, mimo pozytywnych wyników egzaminów, z powodu braku miejsc nie została przyjęta na studia doktoranckie na Uniwersytecie Państwowym im. Iwana Franki we Lwowie.
Ostatni jej ślad notujemy w 1941. Jej dalsze losy nie są znane. Zapewne zginęła po wkroczeniu do Lwowa wojsk niemieckich.